# Peruaanse boswinterkoning
De Peruaanse boswinterkoning (Henicorhina leucoptera) is een zangvogel uit de familie Troglodytidae (winterkoningen).

## Verspreiding en leefgebied
Deze soort is endemisch in noordelijk Peru.